# Escuela del Louvre
La Escuela del Louvre (en francés: École du Louvre) es un establecimiento público de enseñanza superior francés, ubicado en París —en el Palacio del Louvre—, que imparte estudios de historia del arte.

## Historia y organización
Fundada en 1882 en un ala del Museo del Louvre y pensada en sus inicios para el estudio de la arqueología, el entorno y la demanda llevaron en 1920 a la institución a abarcar el conjunto de la historia del arte, que sigue siendo la base de los estudios superiores de la escuela. Depende organizativa y administrativamente del ministerio de Cultura de Francia y desde 1997 se considera una entidad pública. Dentro del Palacio del Louvre, se encuentra la escuela en el ala Flore, que fue adaptada a finales del siglo XX por el arquitecto Antoine Stinco. Aunque la sede está en París, la escuela mantiene subsedes asociadas en otras veinticuatro ciudades de Francia, aunque la formación superior solo se ofrece en París.
Además de los estudios superiores en historia del arte, arqueología, epigrafía, historia de las civilizaciones, antropología y museología, también realiza formación reglada superior para técnicos en conservación y mejora del patrimonio cultural. La formación se realiza en tres ciclos, de tres, dos y tres años respectivamente: pregrado, grado y posgrado, y se accede mediante un examen previo de admisión. Junto a la formación reglada, la Escuela ofrece cursos profesionales para expertos en patrimonio, cursos de verano y cursos abiertos al público, así como conferencias, coloquios y exposiciones.